# 塚西停留場
塚西停留場（日语：／ Tsukanishi teiryūjō */?）是一個位於日本大阪府大阪市西成區玉出東二丁目及同市住吉區東粉濱一丁目，屬於阪堺電氣軌道阪堺線的停留場。車站編號為HN60。

### 車站構造
夾著平交道2面2線的地面車站。

## 相鄰停留場
阪堺電氣軌道
■阪堺線
東玉出（HN59）－塚西（HN60）－東粉濱（HN61）